# Quiosco de Trajano
El quiosco de Trajano es un templo egipcio construido por el emperador romano Trajano. Este templo es uno de los monumentos de gran tamaño del antiguo Egipto que aún permanecen en pie en la isla de Agilkia. Originalmente, el edificio se encontraba en la isla de File (cerca de la presa baja de Asuán) pero fue transportado a Agilika por la Unesco en la década de 1960 para salvarlo de las crecientes aguas del río Nilo debido a la construcción de la presa alta de Asuán. Como parte del sitio de Agilika, forma parte de la denominación Monumentos de Nubia, desde Abu Simbel hasta File elegida como Patrimonio de la Humanidad por la Unesco en 1979.
Este quiosco posee unas dimensiones de 15 metros de ancho, 20 de largo y 15,85 de alto. Se cree que su función era albergar la barca de la diosa Isis en la orilla oriental de la isla de File. El monumento posee columnas en todo su perímetro, cuatro en las dos fachadas más cortas y cinco en los laterales, con diferentes capiteles compuestos profusamente labrados. Los capiteles están rematados por pilares de 2,10 metros de altura que originalmente iban a estar tallados con relieves de Bes, pero su decoración nunca fue terminada.
Actualmente, la estructura no tiene cubierta superior, pero cavidades dentro de los arquitrabes de la estructura sugieren que en tiempos antiguos debió tener un techo hecho de madera. Tres vigas de 12,50 metros de largo, presumiblemente de forma triangular, estaban insertadas en una repisa en la parte posterior de la arquitectura de piedra, soportando un techo ligeramente abovedado. Este edificio es un ejemplo de la inusual combinación de madera y piedra en la misma estructura arquitectónica de un templo egipcio.